# Schip (Einheit)
Schip, auch Schips war im dänischen Herzogtum Schleswig ein Getreidemaß. Allgemein war es der achte Teil einer Tonne, aber mit Ausnahme auch mal der zehnte Teil. 
An Orten wie Sonderburg war 
- 1 Schip = 874 Pariser Kubikzoll = 17 2/9 Liter
  - 1 Tonne = 8 Schip = 6991 Pariser Kubikzoll = 138 5/9 Liter

und in  Tondern
- 1 Schip = 930 Pariser Kubikzoll = 18 4/9 Liter
  - 1 Tonne = 8 ⅓ Schip = 7742 Pariser Kubikzoll = 153 7/15 Liter
- Ärösköping: 1 Schip = 907 Pariser Kubikzoll[1]
- Ligum: 1 Schip = 787 Pariser Kubikzoll[1]
- Dänemark: 1 Schip = 1071 Pariser Kubikzoll[1]